# Turn- und Sportgemeinschaft 1899 Hoffenheim 2015-2016
Questa voce raccoglie le informazioni riguardanti il Turn- und Sportgemeinschaft 1899 Hoffenheim nelle competizioni ufficiali della stagione 2015-2016.

## Maglie e sponsor
|  | Casa |  | Trasferta |  | Terza |

## Rosa
| N. |                                 | Ruolo | Calciatore        |
| -- | ------------------------------- | ----- | ----------------- |
| 1  | Germania (bandiera)             | P     | Oliver Baumann    |
| 3  | Rep. Ceca (bandiera)            | D     | Pavel Kadeřábek   |
| 4  | Bosnia ed Erzegovina (bandiera) | D     | Ermin Bičakčić    |
| 5  | Svizzera (bandiera)             | D     | Fabian Schär      |
| 6  | Germania (bandiera)             | C     | Sebastian Rudy    |
| 8  | Polonia (bandiera)              | C     | Eugen Polanski    |
| 9  | Cile (bandiera)                 | A     | Eduardo Vargas    |
| 10 | Francia (bandiera)              | C     | Jonathan Schmid   |
| 11 | Svezia (bandiera)               | C     | Jiloan Hamad      |
| 12 | Germania (bandiera)             | C     | Tobias Strobl     |
| 14 | Norvegia (bandiera)             | C     | Tarik Elyounoussi |
| 15 | Germania (bandiera)             | D     | Jeremy Toljan     |
| 16 | Svizzera (bandiera)             | C     | Pirmin Schwegler  |

| N. |                          | Ruolo | Calciatore      |
| -- | ------------------------ | ----- | --------------- |
| 17 | Svizzera (bandiera)      | C     | Steven Zuber    |
| 18 | Germania (bandiera)      | C     | Nadiem Amiri    |
| 19 | Germania (bandiera)      | A     | Mark Uth        |
| 20 | Corea del Sud (bandiera) | D     | Kim Jin-su      |
| 21 | Germania (bandiera)      | D     | Nicolai Rapp    |
| 25 | Germania (bandiera)      | D     | Niklas Süle     |
| 30 | Germania (bandiera)      | C     | Philipp Ochs    |
| 31 | Germania (bandiera)      | A     | Kevin Volland   |
| 32 | Germania (bandiera)      | D     | Benedikt Gimber |
| 33 | Germania (bandiera)      | P     | Alexander Stolz |
| 35 | Stati Uniti (bandiera)   | C     | Russell Canouse |
| 40 | Brasile (bandiera)       | A     | Joelinton       |

## Organigramma societario
Area tecnica
- Allenatore: Julian Nagelsmann
- Allenatore in seconda: Armin Reutershahn, Alfred Schreuder
- Preparatore dei portieri: Michael Rechner
- Preparatori atletici: Otmar Rösch, Christian Weigl, Christian Neitzert

## Risultati

### Bundesliga

#### Girone di andata
| Arbitro: | Hartmann |

|                         |           |          |
| Kießling 45’ Brandt 71’ | Marcatori | 5’ Zuber |

| Arbitro: | Stieler |

|            |           |                            |
| Volland 1’ | Marcatori | 41’ Müller 90’ Lewandowski |

| Darmstadt 29 agosto 2015, ore 15:30 CEST 3ª giornata | Darmstadt | 0 – 0 referto | Hoffenheim | Merck-Stadion am Böllenfalltor (17 000 spett.)\| Arbitro: \| Fritz \| |
| Arbitro:                                             | Fritz     |               |            |                                                                       |

| Arbitro: | Drees |

|            |           |                             |
| Vargas 49’ | Marcatori | 45’, 90’ Junuzović 90’ Ujah |

| Arbitro: | Siebert |

|                     |           |            |
| Malli 18’, 61’, 68’ | Marcatori | 13’ Schmid |

| Arbitro: | Welz |

|          |           |                |
| Rudy 42’ | Marcatori | 55’ Aubameyang |

| Arbitro: | Gräfe |

|         |           |                                    |
| Koo 38’ | Marcatori | 10’, 68’ (rig.) Volland 73’ Schmid |

| Arbitro: | Aytekin |

|                         |           |                        |
| Volland 33’ (rig.), 77’ | Marcatori | 64’ Kliment 90’ Werner |

| Arbitro: | Brych |

|                            |           |                       |
| Kruse 1’, 62’, 83’ Dost 7’ | Marcatori | 29’ Toljan 54’ Schmid |

| Arbitro: | Siebert |

|  |           |             |
|  | Marcatori | 88’ Lasogga |

| Colonia 31 ottobre 2015, ore 15:30 CET 11ª giornata | Colonia | 0 – 0 referto | Hoffenheim | RheinEnergieStadion (48 000 spett.)\| Arbitro: \| Perl \| |
| Arbitro:                                            | Perl    |               |            |                                                           |

| Sinsheim 7 novembre 2015, ore 15:30 CET 12ª giornata | Hoffenheim | 0 – 0 referto | Eintracht Francoforte | Wirsol Rhein-Neckar-Arena (30 150 spett.)\| Arbitro: \| Kircher \| |
| Arbitro:                                             | Kircher    |               |                       |                                                                    |

| Arbitro: | Winkmann |

|                     |           |  |
| Polanski 30’ (aut.) | Marcatori |  |

| Arbitro: | Weiner |

|                                  |           |                           |
| Zuber 11’ Polanski 34’ Amiri 47’ | Marcatori | 5’, 87’ Johnson 56’ Drmić |

| Arbitro: | Gräfe |

|           |           |         |
| Roger 66’ | Marcatori | 90’ Uth |

| Arbitro: | Drees |

|            |           |  |
| Schmid 30’ | Marcatori |  |

| Arbitro: | Stegemann |

|                   |           |  |
| Choupo-Moting 28’ | Marcatori |  |

#### Girone di ritorno
| Arbitro: | Fritz |

|           |           |            |
| Hamad 40’ | Marcatori | 75’ Toprak |

| Arbitro: | Drees |

|                      |           |  |
| Lewandowski 32’, 64’ | Marcatori |  |

| Arbitro: | Dingert |

|  |           |                       |
|  | Marcatori | 33’ Sulu 85’ Rajković |

| Arbitro: | Brand |

|                |           |              |
| Djilobodji 13’ | Marcatori | 10’ Kramarić |

| Arbitro: | Perl |

|                        |           |                       |
| Amiri 13’ Uth 68’, 76’ | Marcatori | 11’ Córdoba 78’ Jairo |

| Arbitro: | Sippel |

|                                         |           |          |
| Mxit'aryan 80’ Ramos 85’ Aubameyang 90’ | Marcatori | 25’ Rudy |

| Arbitro: | Winkmann |

|                     |           |                     |
| Volland 25’ Uth 81’ | Marcatori | 40’ (rig.) Verhaegh |

| Arbitro: | Dingert |

|                                                    |           |              |
| Niedermeier 5’, 51’ Rupp 42’ Kostić 78’ Werner 83’ | Marcatori | 73’ Kramarić |

| Arbitro: | Hartmann |

|             |           |  |
| Kramarić 3’ | Marcatori |  |

| Arbitro: | Kircher |

|                 |           |                                            |
| Hunt 30’ (rig.) | Marcatori | 20’ (rig.) Kramarić 23’ Volland 67’ Vargas |

| Arbitro: | Aytekin |

|             |           |            |
| Volland 90’ | Marcatori | 69’ Zoller |

| Arbitro: | Brych |

|  |           |                   |
|  | Marcatori | 62’ Amiri 90’ Uth |

| Arbitro: | Winkmann |

|                   |           |           |
| Schär 33’ Uth 85’ | Marcatori | 26’ Stark |

| Arbitro: | Hartmann |

|                                      |           |              |
| Toljan 7’ (aut.) Dahoud 45’ Hahn 61’ | Marcatori | 54’ Kramarić |

| Arbitro: | Dankert |

|                   |           |         |
| Uth 37’ Amiri 84’ | Marcatori | 17’ Lex |

| Arbitro: | Stark |

|              |           |  |
| Kiyotake 28’ | Marcatori |  |

| Arbitro: | Brych |

|         |           |                                                          |
| Uth 41’ | Marcatori | 7’ Huntelaar 14’ Choupo-Moting 56’ Sané 89’ (aut.) Schär |

### Coppa di Germania
| Arbitro: | Osmers |

|                       |           |  |
| Claasen 51’ Mulić 90’ | Marcatori |  |

## Statistiche

### Statistiche di squadra
| Competizione      | Punti | In casa | In casa | In casa | In casa | In casa | In casa | In trasferta | In trasferta | In trasferta | In trasferta | In trasferta | In trasferta | Totale | Totale | Totale | Totale | Totale | Totale | DR  |
| Competizione      | Punti | G       | V       | N       | P       | Gf      | Gs      | G            | V            | N            | P            | Gf           | Gs           | G      | V      | N      | P      | Gf     | Gs     | DR  |
| ----------------- | ----- | ------- | ------- | ------- | ------- | ------- | ------- | ------------ | ------------ | ------------ | ------------ | ------------ | ------------ | ------ | ------ | ------ | ------ | ------ | ------ | --- |
| Bundesliga        | 37    | 17      | 6       | 6       | 5       | 22      | 25      | 17           | 3            | 4            | 10           | 17           | 29           | 34     | 9      | 10     | 15     | 39     | 54     | -15 |
| Coppa di Germania | -     | 0       | 0       | 0       | 0       | 0       | 0       | 1            | 0            | 0            | 1            | 0            | 2            | 1      | 0      | 0      | 1      | 0      | 2      | -2  |
| Totale            | -     | 17      | 6       | 6       | 5       | 22      | 25      | 18           | 3            | 4            | 11           | 17           | 31           | 35     | 9      | 10     | 16     | 39     | 56     | -17 |

### Andamento in campionato
| Giornata  | 1  | 2  | 3  | 4  | 5  | 6  | 7  | 8  | 9  | 10 | 11 | 12 | 13 | 14 | 15 | 16 | 17 | 18 | 19 | 20 | 21 | 22 | 23 | 24 | 25 | 26 | 27 | 28 | 29 | 30 | 31 | 32 | 33 | 34 |
| --------- | -- | -- | -- | -- | -- | -- | -- | -- | -- | -- | -- | -- | -- | -- | -- | -- | -- | -- | -- | -- | -- | -- | -- | -- | -- | -- | -- | -- | -- | -- | -- | -- | -- | -- |
| Luogo     | T  | C  | T  | C  | T  | C  | T  | C  | T  | C  | T  | C  | T  | C  | T  | C  | T  | C  | T  | C  | T  | C  | T  | C  | T  | C  | T  | C  | T  | C  | T  | C  | T  | C  |
| Risultato | P  | P  | N  | P  | P  | N  | V  | N  | P  | P  | N  | N  | P  | N  | N  | V  | P  | N  | P  | P  | N  | V  | P  | V  | P  | V  | V  | N  | V  | V  | P  | V  | P  | P  |
| Posizione | 11 | 16 | 14 | 15 | 15 | 17 | 15 | 15 | 17 | 17 | 17 | 17 | 18 | 18 | 18 | 17 | 18 | 17 | 17 | 17 | 17 | 17 | 17 | 17 | 17 | 17 | 16 | 14 | 14 | 13 | 14 | 13 | 14 | 15 |

Legenda:

Luogo: C = Casa; T = Trasferta. Risultato: V = Vittoria; N = Pareggio; P = Sconfitta.

### Statistiche dei giocatori
| Giocatore      | Bundesliga | Bundesliga | Bundesliga  | Bundesliga | Coppa di Germania | Coppa di Germania | Coppa di Germania | Coppa di Germania | Totale   | Totale | Totale      | Totale     |
| Giocatore      | Presenze   | Reti       | Ammonizioni | Espulsioni | Presenze          | Reti              | Ammonizioni       | Espulsioni        | Presenze | Reti   | Ammonizioni | Espulsioni |
| -------------- | ---------- | ---------- | ----------- | ---------- | ----------------- | ----------------- | ----------------- | ----------------- | -------- | ------ | ----------- | ---------- |
| O. Baumann     | 33         | 0          | 1           | 0          | 1                 | 0                 | 0                 | 0                 | 34       | 0      | 1           | 0          |
| J. Grahl       | 1          | 0          | 0           | 0          | -                 | -                 | -                 | -                 | 1        | 0      | 0           | 0          |
| A. Stolz       | -          | -          | -           | -          | -                 | -                 | -                 | -                 | -        | -      | -           | -          |
| E. Bičakčić    | 21         | 0          | 2           | 1          | 1                 | 0                 | 0                 | 0                 | 22       | 0      | 2           | 1          |
| B. Gimber      | -          | -          | -           | -          | -                 | -                 | -                 | -                 | -        | -      | -           | -          |
| P. Kadeřábek   | 28         | 0          | 2           | 0          | 1                 | 0                 | 0                 | 0                 | 29       | 0      | 2           | 0          |
| J. Kim         | 15         | 0          | 3           | 0          | -                 | -                 | -                 | -                 | 15       | 0      | 3           | 0          |
| F. Schär       | 24         | 1          | 3           | 0          | 1                 | 0                 | 0                 | 0                 | 25       | 1      | 3           | 0          |
| N. Süle        | 33         | 0          | 4           | 0          | 1                 | 0                 | 0                 | 0                 | 34       | 0      | 4           | 0          |
| J. Toljan      | 18         | 1          | 0           | 0          | 1                 | 0                 | 1                 | 0                 | 19       | 1      | 1           | 0          |
| N. Amiri       | 25         | 4          | 4           | 0          | -                 | -                 | -                 | -                 | 25       | 4      | 4           | 0          |
| B. Atik        | -          | -          | -           | -          | -                 | -                 | -                 | -                 | -        | -      | -           | -          |
| R. Canouse     | 1          | 0          | 0           | 0          | -                 | -                 | -                 | -                 | 1        | 0      | 0           | 0          |
| T. Elyounoussi | 6          | 0          | 0           | 0          | 1                 | 0                 | 0                 | 0                 | 7        | 0      | 0           | 0          |
| J. Hamad       | 7          | 1          | 1           | 0          | -                 | -                 | -                 | -                 | 7        | 1      | 1           | 0          |
| K. Herdling    | -          | -          | -           | -          | -                 | -                 | -                 | -                 | -        | -      | -           | -          |
| P. Ochs        | 13         | 0          | 0           | 0          | -                 | -                 | -                 | -                 | 13       | 0      | 0           | 0          |
| E. Polanski    | 27         | 1          | 8           | 0          | -                 | -                 | -                 | -                 | 27       | 1      | 8           | 0          |
| S. Rudy        | 24         | 2          | 8           | 1          | 1                 | 0                 | 0                 | 0                 | 25       | 2      | 8           | 1          |
| J. Schmid      | 23         | 4          | 1           | 0          | 1                 | 0                 | 0                 | 0                 | 24       | 4      | 1           | 0          |
| P. Schwegler   | 21         | 0          | 5           | 0          | 1                 | 0                 | 0                 | 0                 | 22       | 0      | 5           | 0          |
| T. Strobl      | 26         | 0          | 5           | 0          | 1                 | 0                 | 0                 | 0                 | 27       | 0      | 5           | 0          |
| S. Zuber       | 12         | 2          | 1           | 0          | -                 | -                 | -                 | -                 | 12       | 2      | 1           | 0          |
| Joelinton      | 1          | 0          | 0           | 0          | -                 | -                 | -                 | -                 | 1        | 0      | 0           | 0          |
| A. Kramarić    | 15         | 5          | 0           | 1          | -                 | -                 | -                 | -                 | 15       | 5      | 0           | 1          |
| K. Kurányi     | 14         | 0          | 0           | 0          | 1                 | 0                 | 0                 | 0                 | 15       | 0      | 0           | 0          |
| M. Uth         | 25         | 8          | 2           | 0          | -                 | -                 | -                 | -                 | 25       | 8      | 2           | 0          |
| E. Vargas      | 24         | 2          | 1           | 0          | -                 | -                 | -                 | -                 | 24       | 2      | 1           | 0          |
| K. Volland     | 33         | 8          | 8           | 0          | 1                 | 0                 | 1                 | 0                 | 34       | 8      | 9           | 0          |
| Á. Szalai      | 4          | 0          | 0           | 0          | 1                 | 0                 | 0                 | 0                 | 5        | 0      | 0           | 0          |